# Aeroporto Internazionale General Juan N. Álvarez
L'Aeroporto Internazionale General Juan N. Álvarez è un aeroporto situato a 26 km da Acapulco, nella regione di Guerrero, nel Messico.